# Charles Payraudeau
Benjamin Charles Marie Payraudeau (1798-1865) foi um zoólogo e ornitólogo francês.

## Biografia
Payraudeau frequentou os cursos de  Jean-Baptiste de Lamarck (1744-1829) no Museu Nacional de História Natural de Paris. Elaborou o inventário da fauna da  Córsega entre 1824 e 1825. Nesta expedição descobriu duas novas espécies de pássaros que foram descritas no seu artigo "Description de deux espèces nouvelles d'oiseaux, appartenant aux genres Mouette et Cormoran." publicado pela revista "Annales de Sciences Naturelles" ( Paris, 1826, tomo 8, p. 460-465).
As duas espécies foram:
- a gaivota-de-Audouin (Larus audouinii),
- o corvo-marinho-de-crista (Gulosus aristotelis).

Inventariou 71 novas espécies de moluscos marinhos e terrestres ( das quais 32 espécies ainda são válidas) no "Catalogue descriptif et méthodique des annélides et des mollusques de l'île de Corse" ( Paris, 1826). 
Um museu de  ornitologia foi-lhe dedicado  em  La Chaize-le-Vicomte, Vendée. Este museu recebeu integralmente as coleções de Payraudeau.

## Obras
- "Description de deux espèces nouvelles d'oiseaux, appartenant aux genres Mouette et Cormoran." ( Paris, 1826).
- "Catalogue descriptif et méthodique des annélides et des mollusques de l'île de Corse" ( Paris, 1826).